# Sanshan
Der Stadtbezirk Sanshan (chinesisch 三山区, Pinyin Sānshān Qū) ist ein Stadtbezirk der bezirksfreien Stadt Wuhu in der chinesischen Provinz Anhui. Er hat eine Fläche von  276,1 km und zählt ca. 145.900 Einwohner (2006). 

## Administrative Gliederung
Auf Gemeindeebene setzt sich der Stadtbezirk aus drei Straßenvierteln und einer Großgemeinde zusammen. 